# Урбан IV
Урба́н IV (лат. Urbanus PP. IV, в миру — Жак Панталеон Кур-Пале, фр. Jacques Pantaléon; 1195 или 1200 — 2 октября 1264) — титулярный патриарх Иерусалима латинского обряда с 1255 года по 1261 год, папа римский с 29 августа 1261 года по 2 октября 1264 года.

## Церковная карьера до избрания папой
Сын сапожника из Труа. Изучал теологию и общее право в Парижском университете. Был каноником в Лаоне, а в качестве архидиакона Льежа оказался в 1245 году на Лионском соборе. Там на него обратил внимание Иннокентий IV. Иннокентий IV в 1247 году отправил Жака Панталеона с миссией в Силезские княжества и государство Тевтонского ордена. В 1249 году стал архидьяконом Лаона.
В 1251 году Жак Панталеон был послан в северную Германию вербовать сторонников графу Вильгельму Голландскому. В 1253 году стал епископом Вердена, а в 1255 году титулярным патриархом Иерусалима латинского обряда. Незадолго до смерти Александра IV он приехал с Востока, в Витербо, чтобы получить помощь для Иерусалимского королевства. Восемь кардиналов после трехмесячных споров 29 августа 1261 года выбрали Жака Пантолеона, коронованного 4 сентября 1261 года под именем Урбан IV.

## Годы папства
Александр IV оставил ему не очень хорошее наследство, но благодаря энергии и целеустремленности Урбана его понтификат стал одним из самых ярких в истории папства. Будучи французом, Урбан вступил в переговоры с братом Людовика Святого Карлом Анжуйским, обещая тому корону Сицилии. Он расширил коллегию кардиналов, в основном за счет родственников тех восьми, что избрали его. Семь кардиналов были французами. Тем самым папа обеспечил себе практически полную поддержку коллегии.
Незадолго до избрания Урбана в том же 1261 году под натиском греков на востоке пала Латинская империя. Новоизбранный понтифик начал деятельно готовиться к новому походу на Константинополь. В первую очередь он потребовал от генуэзцев расторгнуть договор с Византией, но те отказались, и тогда понтифик подверг всю Геную интердикту. Его активно поддержали венецианцы. Становилось очевидным, что Запад формирует широкую коалицию против Византийской империи.
Встревоженный активностью папы, император Византии Михаил VIII Палеолог направил ему послание. Давая надежду на унию Рима с Константинополем, он писал: «Тебе бы, как нашему отцу, нужно было предварить нас в этом деле. Но я решился первым предложить тебе мир, свидетельствуя перед Богом и Ангелами, что, если ты отвергнешь его, совесть моя не будет в том укорять меня». В ответном письме понтифик выражал большую радость, благодарил Бога, приведшего императора на путь истины, и высказывал надежду об уничтожении разногласий. В заключение понтифик напрямую заявил: до тех пор пока византийский император не подчинится Риму, ни один латинянин не придёт к нему на помощь.
Чтобы стимулировать согласие Константинополя, папа Урбан IV дал приказание объявить крестовый поход против Византии, преследующий своей целью возврат греческих земель и восстановление Латинской империи. А на письма Михаила VIII Палеолога он просто перестал отвечать. Опасность усугублялась тем, что бывший латинский император Балдуин II из рода Куртене, явившийся к сицилийскому королю Манфреду, предложил тому свои права на Константинополь, чем заинтересовал его. Кроме того, Генуя заявила о готовности оказать германцам помощь силами своих соотечественников, проживавших в Константинополе, в случае нападения латинян на город. Понятно почему: Генуя не могла долго находиться в конфронтации с Римом. Но и Михаил уже начинал тяготиться союзом с Генуей, предпочитая ему примирение с Венецией. Узнав о тайных переговорах правителя Генуи с врагами Византии, Михаил VIII пришёл в ярость и немедленно выселил всех генуэзцев из столицы.
Важным шагом Урбана было установление контроля над финансами. Денежные вопросы он передал в ведение банкиров Сиены. Затем, пользуясь правом папы отлучать людей от церкви и прощать должников отлученных, он расстроил коммерческие дела многих гибеллинов. Были назначены новые чиновники для управления Папским государством, которые восстановили военные укрепления времен Иннокентия III. Урбан добился восстановления папского суверенитета над Римом, но никогда не рисковал посещать город, предпочитая жить в Витербо. К середине 1263 г. папе удалось почти полностью склонить на свою сторону сторонников Манфреда в Ломбардии и восстановить партию гвельфов в Тоскане.
Непрекращающаяся борьба между королем Дании Эриком Клиппингом и его сторонниками с одной стороны и семьёй прежнего короля Абеля с другой вынудила королеву Маргрете Померанскую написать письмо римскому папе Урбану IV (ок. 1262/1263) с просьбой позволить женщине наследовать датский престол, таким образом дав шанс одной из сестёр Эрика стать правящей королевой Дании в случае смерти молодого короля (на тот момент у него не было детей). Римский папа, по-видимому, согласился, но подобный сценарий не был реализован — престол унаследовал сын Эрик, названный в честь дяди Эрика IV.
Одновременно обострились отношения между Святым престолом и королём Португалии Афонсу III. Последний в 1261 г. на заседании кортесов в Коимбре упрочивает свои позиции, расположив к себе представителей городов, обвинявших его в выпуске монет пониженного качества, и признав, что новые налоги не могут вводиться без согласия кортесов. Католическое духовенство страдало гораздо более, чем светская власть, от продолжительного отлучения от Церкви, а потому в 1262 году папой Урбаном спорный брак был наконец объявлен законным, и Диниш I, старший сын короля, был объявлен законным наследником престола. Таким образом, завершился спор о превосходстве между Церковью и Короной.
Хотя предыдущий понтифик Александр IV формально передал корону Сицилии Эдмунду Горбатому, его отец король Генрих III имел слишком много проблем в Англии, чтобы бросать силы на юг Италии. Напротив, Карл Анжуйский благодаря поддержке Людовика IX имел все возможности для захвата острова. В 1263 г. Карл явился в Италию для заключения договора с папой. Условия соглашения были таковы, что Карл получал корону Сицилии в обмен на обещание никогда не присоединять остров к Франции, не приобретать земель на севере Италии, дать папе вассальную присягу на верность, ежегодно платить ему дань. Переговоры шли тяжело и долго. В 1264 г. Урбан добавил новые условия. Карл должен был упразднить римский сенат и проповедовать во Франции крестовый поход против узурпатора Манфреда.
Пока шли переговоры с Карлом Анжуйским и королем Франции, в Италии дела гибеллинов пошли на поправку. Они разбили гвельфов при Патримони и Лукке. Безопасность папы оказалась под угрозой, и он перебрался из Орвьето в Перуджу, где вскоре умер.
Папа Урбан IV причислил русских, литовцев и татар к врагам христианской веры.
Незадолго до смерти Папа Урбан учредил церковный праздник «тела Христова», быстро завоевавший популярность.

## Легенда о Тангейзере
Тангейзер, выдающийся немецкий миннезингер и поэт, был современником папы Урбана IV. Два века спустя папа стал главным персонажем в легенде, которая сформировалась о Тангейзере. Согласно ей, Тангейзер нашел грот Венеры — богини любви в мифологии Древнего Рима и провел там год, поклоняясь богине. После ухода из грота он исполнился раскаяния и поехал в Рим, чтобы просить Урбана IV, если это возможно, освободить его от грехов. Урбан заявил, что скорее его посох покроется молодыми побегами, чем будет прощен грех идолопоклонства. Через три дня после отъезда Тангейзера посох зацвел. Папа послал гонцов на поиски рыцаря, но тот уже вернулся в грот и должен оставаться там до Страшного суда. Исторических свидетельств событий легенды нет.